# Chiesa di Santa Cristina (Torino)
La chiesa di Santa Cristina è una delle chiese principali della città di Torino, sita in piazza San Carlo, nel centro storico della città. Assieme alla vicina chiesa "gemella" di San Carlo, posta ad ovest di via Roma (che separa, di fatto, i due edifici), essa delimita il lato sud della piazza stessa, in direzione di piazza Carlo Felice e della stazione di Torino Porta Nuova. È dedicata a Santa Cristina di Bolsena.

## Storia
La chiesa nacque per volontà della reggente di Piemonte Maria Cristina di Francia, che acquistò nel 1639 i terreni sui quali sorge l'attuale tempio, voluto in memoria del figlioletto primogenito appena deceduto, Francesco Giacinto di Savoia. 

Il progetto comunque, fece parte di un più esteso ampliamento urbano oltre la primitiva cinta muraria della città verso sud, il cosiddetto Borgo Nuovo, già iniziato con la costruzione dell'asse della "Via Nuova" (l'attuale Via Roma), oltre che della costruzione dell'attuale Piazza San Carlo (all'epoca Piazza Reale o Place Royale) e la costruzione, senza facciata, dell'adiacente chiesa "gemella" (ovvero quella dedicata a San Carlo, del 1619).
Il progetto e i lavori della chiesa furono iniziati da Carlo di Castellamonte nel 1639, che però morì un anno dopo, e il cantiere fu proseguito dal figlio Amedeo. Sul retro della chiesa, il proseguimento della "Via Nuova", con la cosiddetta piccola piazzetta detta "delle due chiese", poi rimaneggiata da Marcello Piacentini nel 1937 e rinominata Piazza C.L.N. nel 1946, con la fontana-statua della Dora Riparia attaccata al retro della stessa chiesa, opera di Umberto Baglioni. 

Sul lato orientale invece, la stessa Madama Cristina (devota a questa chiesa tanto da esservi sepolta qui nel 1674), volle adibire un convento, poi occupato dalle carmelitane scalze; degna di nota fu la permanenza qui della monaca beata Maria degli Angeli Fontanella.
Nel 1641 i lavori della chiesa si arrestarono e l'edificio rimase privo di facciata. Nel 1666, Giacomo Casella, con il cognato Giovanni Andrea, terminò gli affreschi interni della volta.

Il completamento della facciata si concretizzò soltanto sotto il regno di Vittorio Amedeo II di Savoia tra il 1715 e il 1718, con il progetto di Filippo Juvarra. Fu disegnata in puro barocco, a due ordini sovrapposti fu considerata la prima opera torinese dell'architetto messinese, caratterizzata dall'andamento curvilineo della parte centrale, dove spiccano il ricco portale eccentrico a due battenti e la grande finestra ovale. La composizione architettonica è scandita dal ritmo serrato delle colonne e delle lesene ed è arricchita dalle statue di santi, tra cui Santa Cristina e Santa Teresa di Giuseppe Salvatore Caresana, scolpite in sostituzione di quelle ordinate nel 1715 dallo Juvarra allo scultore francese Pierre Legros, e le allegorie delle virtù; tutte le statue furono opere del 1717, di Carlo Antonio Tantardini e Giuseppe Salvatore Caresana.

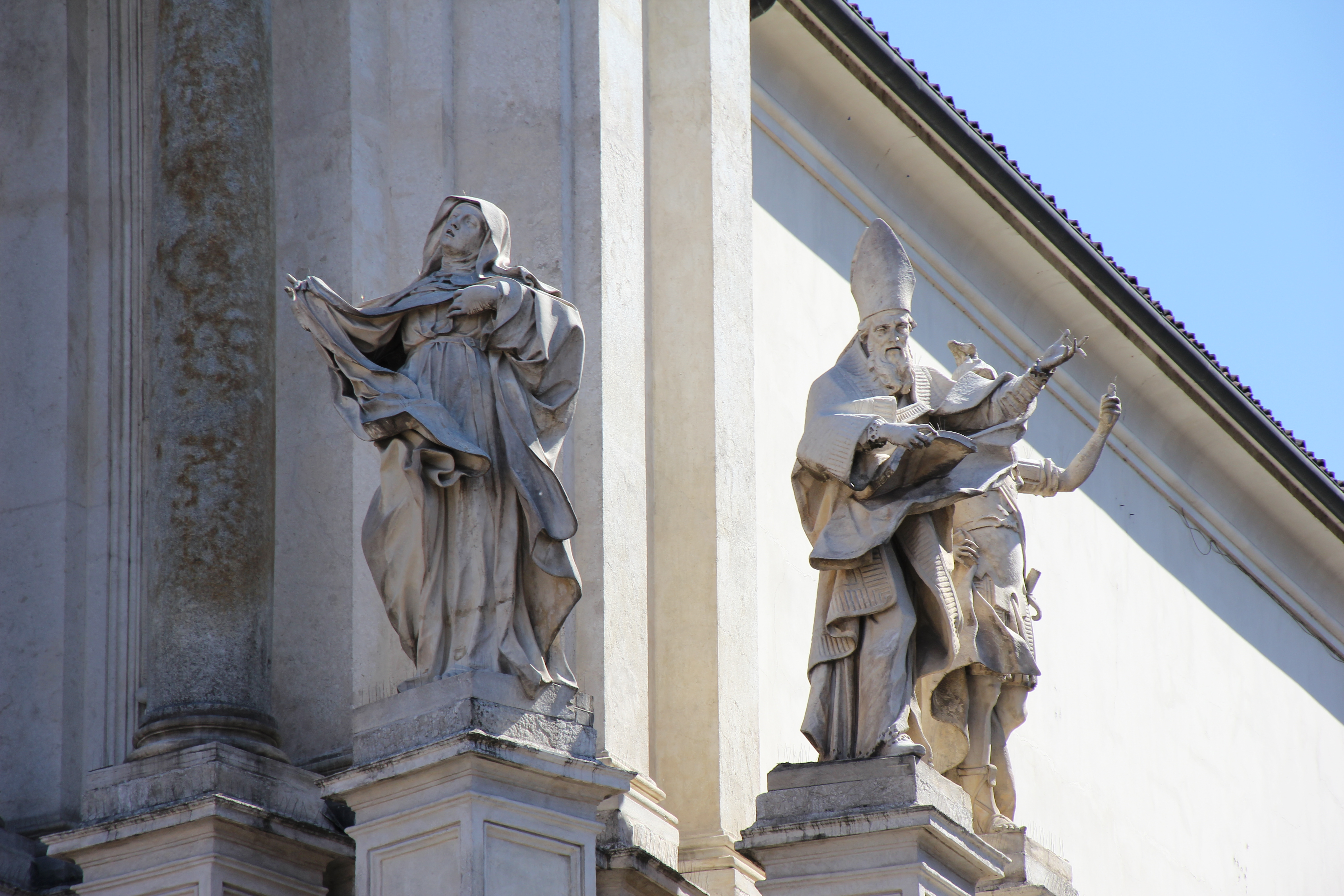
Particolare

Con le secolarizzazioni napoleoniche, nel 1802, la chiesa di Santa Cristina venne trasformata in Borsa di Commercio e l'adiacente convento fu soppresso. Soltanto con la Restaurazione, il tempio fu riconsacrato e, per volontà di Vittorio Emanuele I di Savoia, fu abbellito di nuovi marmi e un nuovo altare, opera di Ferdinando Bonsignore. In questo periodo fu chiamata anche "chiesa delle Serve" poiché vi si teneva una messa domenicale nel primo pomeriggio, molto frequentata dalle persone di servizio delle famiglie dei numerosi palazzi signorili circostanti, le quali avevano la domenica la loro mezza giornata di libertà ma dovevano rientrare presso le famiglie loro datrici di lavoro entro le ore 16.

Con il rifacimento di via Roma, negli anni del fascismo, la chiesa venne ancora trasformata, privata di alcuni finestroni e del convento adiacente, che fu completamente demolito per la costruzione degli attuali palazzi, che la connettono alla piazzetta retrostante (Piazza C.L.N.) e l'abside venne quasi totalmente rifatta..
Nel 1960 invece, venne rinnovato quasi completamente l'altare maggiore del Bonsignore e tutte le cappelle laterali.

Il 26 febbraio 2017, è crollato un pezzo di cornicione di marmo esterno retrostante della chiesa, frantumandosi sulla statua-fontana della Dora di Piazza C.L.N., fortunatamente senza vittime né grossi danni.

## Interno

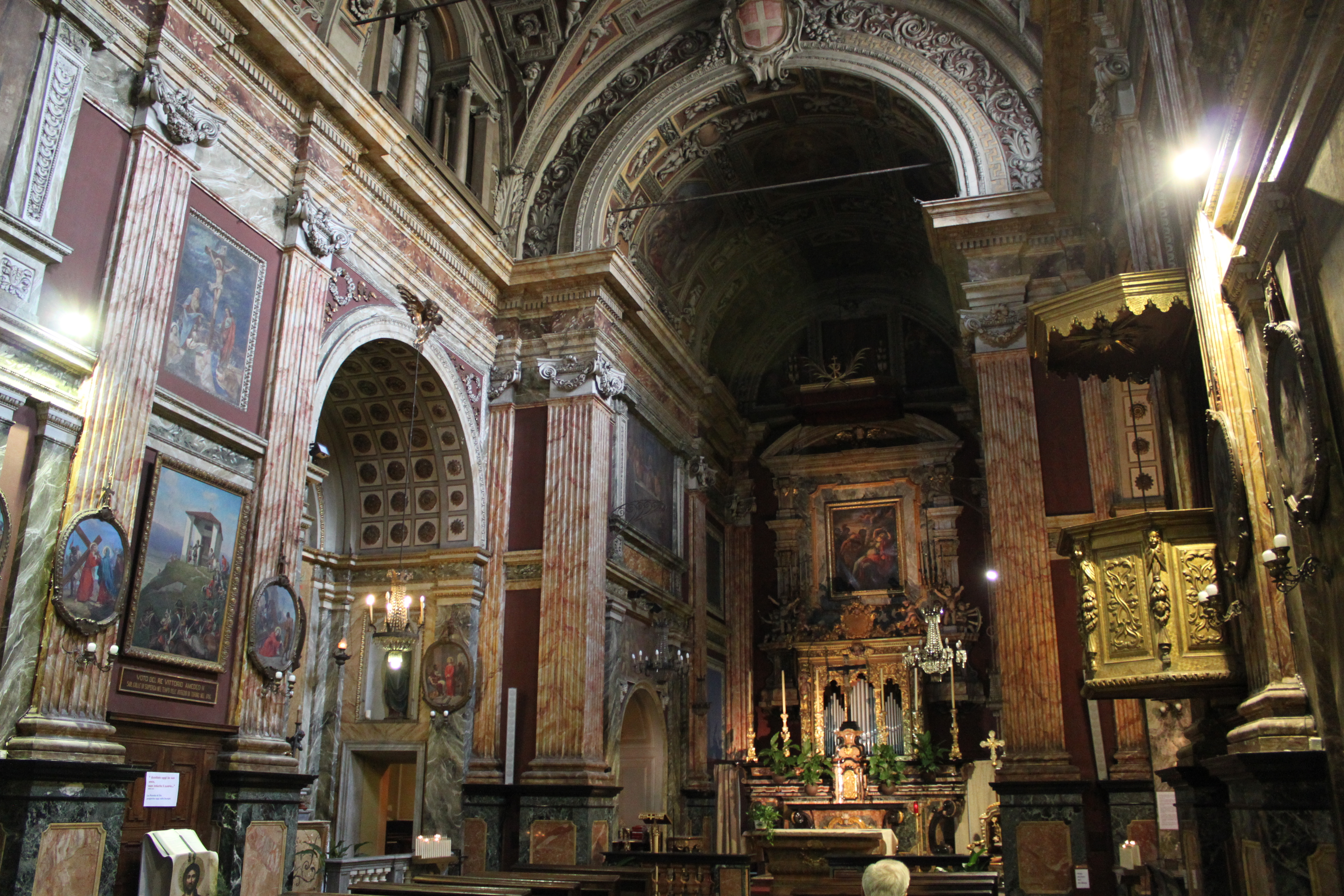
Interno della chiesa di Santa Cristina.

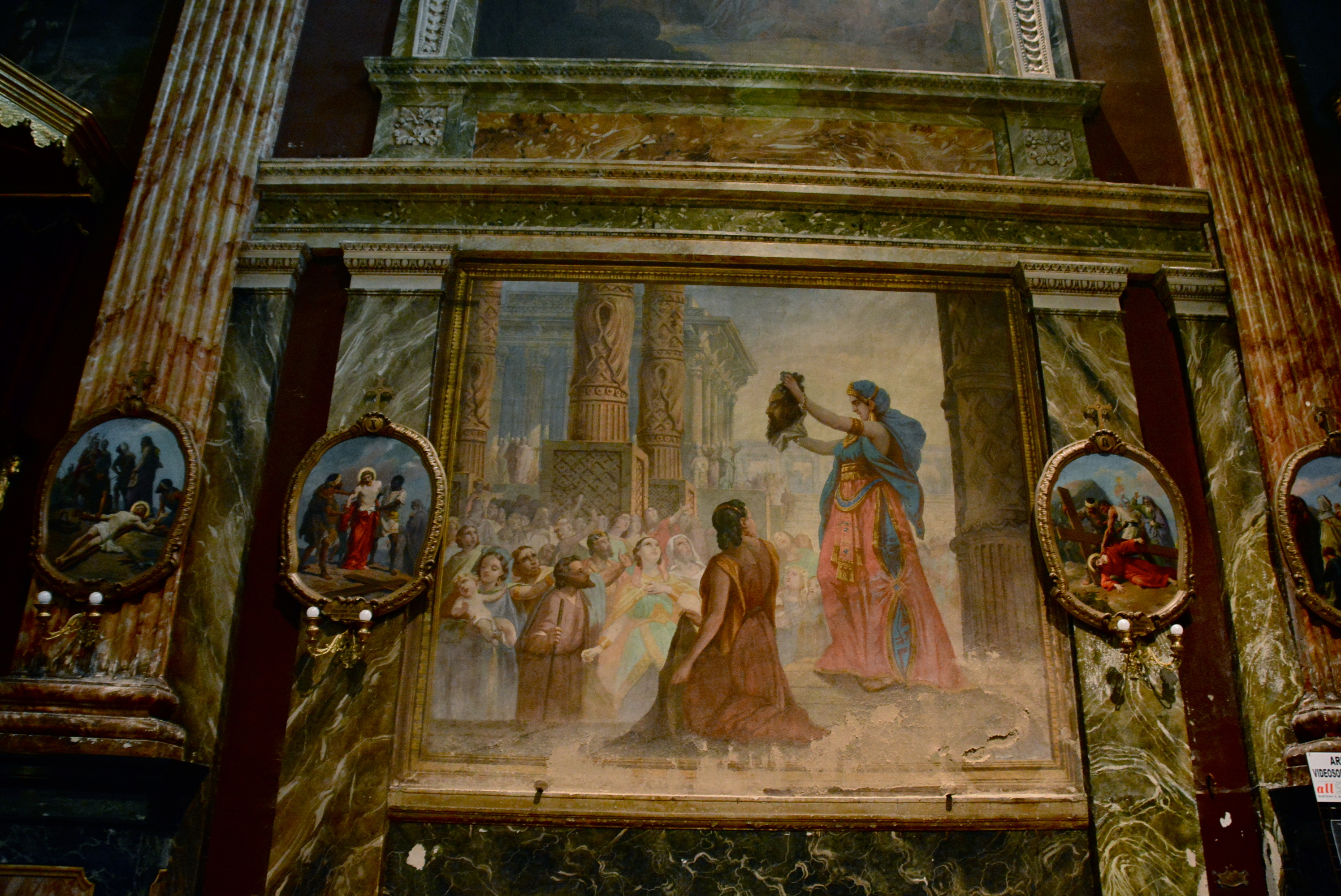
Affresco parietale a destra dell'ingresso: Liberazione di Israele con Giuditta che mostra la testa di Oloferne

L'interno si presenta a una sola navata, ricca di decorazioni barocche del XVIII secolo. L'ingresso è sovrastato da una cantoria dotata di cinque pannelli del XVIII secolo rappresentanti scene della vita di san Michele. 
Il soffitto è a volta a botte decorato da stucchi di motivi floreali e figure di angeli, opera di Pietro Somasso. Nel soffitto inoltre sono rappresentate, in nove riquadri, le vicende del Martirio di santa Cristina di Bolsena, affreschi di Antonio Mari. Il pulpito è una pregevole opera in legno dorato e stile tardo barocco. Le 14 stazioni della Via Crucis, in quadri ovali, sono opera di Luigi Morgari.

### Presbiterio
Il presbiterio, il cui ingresso è marcato da un arco a tutto sesto, con in chiave lo stemma sabaudo, è delimitato da una elegante balaustra settecentesca in marmo. Contiene un sontuoso altare in marmi policromi, opera ottocentesca del Bonsignore. L'organo antico, sito dietro l'altare, è un capolavoro dell'organaro napoletano Liborio Grisante e risale al 1748. L'organo è sovrastato da un quadro del XVII secolo, Il martirio di santa Cristina di Bolsena.

### Altari laterali
L'altare di destra è dedicato al Sacro Cuore di Maria, con un quadro della Madonna del Rosario, due reliquiari e due angeli in peltro. Sulla sinistra è venerata la Santa titolare della chiesa.
L'altare di sinistra è dedicato a san Giuseppe e l'ancona rappresenta il patrocinio del santo su Torino, opera di Ferdinando Cavalleri. Anche su questo altare sono posti due reliquiari e due angeli in peltro. Alla sinistra dell'altare il pregevole Riposo dalla fuga in Egitto, di Antonio Domenico Triva, raffigurante il santo che porge con gesto paterno un melograno al Bambin Gesù, in grembo alla Madonna.

## Bibliografia

Illuminazione delle chiese di Santa Cristina e San Carlo in piazza San Carlo, da uno studio di Guido Chiarelli, anni '60